# Менвілл (Огайо)
Менвілл (англ. Maineville) — селище (англ. village) в США, в окрузі Воррен штату Огайо. Населення — 1405 осіб (2020).

## Географія
Менвілл розташований за координатами 39°18′39″ пн. ш. 84°12′25″ зх. д. / 39.31083° пн. ш. 84.20694° зх. д. (39.310940, -84.207009).  За даними Бюро перепису населення США в 2010 році селище мало площу 3,54 км², уся площа — суходіл. В 2017 році площа становила 4,08 км², уся площа — суходіл.

## Демографія
Згідно з переписом 2010 року, у селищі мешкало 975 осіб у 401 домогосподарстві у складі 266 родин. Густота населення становила 275 осіб/км².  Було 422 помешкання (119/км²).
Расовий склад населення:
| - 97,6 % — білих - 0,5 % — чорних або афроамериканців - 0,4 % — азіатів - 0,1 % — корінних американців |

До двох чи більше рас належало 1,1 %. Частка іспаномовних становила 0,8 % від усіх жителів.
За віковим діапазоном населення розподілялося таким чином: 24,9 % — особи молодші 18 років, 62,0 % — особи у віці 18—64 років, 13,1 % — особи у віці 65 років та старші. Медіана віку мешканця становила 38,4 року. На 100 осіб жіночої статі у селищі припадало 101,9 чоловіків;  на 100 жінок у віці від 18 років та старших — 91,6 чоловіків також старших 18 років.
Середній дохід на одне домашнє господарство  становив 72 402 долари США (медіана — 65 500), а середній дохід на одну сім'ю — 85 297 доларів (медіана — 80 625). Медіана доходів становила 49 375 доларів для чоловіків та 36 607 доларів для жінок. За межею бідності перебувало 4,8 % осіб, у тому числі 2,3 % дітей у віці до 18 років та 5,3 % осіб у віці 65 років та старших.
Цивільне працевлаштоване населення становило 560 осіб. Основні галузі зайнятості: освіта, охорона здоров'я та соціальна допомога — 23,4 %, виробництво — 15,5 %, роздрібна торгівля — 11,4 %, фінанси, страхування та нерухомість — 10,5 %.